# Älgklippan
Älgklippan är ett skär i Jakobstad i Finland. Det ligger i landskapet Österbotten, 400 km norr om huvudstaden Helsingfors.
Inlandsklimat råder i trakten. Årsmedeltemperaturen i trakten är 3 °C. Den varmaste månaden är augusti, då medeltemperaturen är 14 °C, och den kallaste är januari, med −11 °C.